# Bzy
Bzy (hol. Seringen, ang: Lilacs) – obraz olejny (nr kat.: F 579, JH 1692) namalowany przez Vincenta van Gogha w maju 1889 podczas jego pobytu w miejscowości Saint-Rémy.

## Historia i opis
Vincent van Gogh po przybyciu 8 maja 1889 do szpitala psychiatrycznego Saint-Paul-de Musole w Saint-Rémy niemal od razu przystąpił do malowania. Wśród pierwszych tematów jego płócien znalazł się ogród szpitala Świętego Pawła oraz rosnące w nim irysy i krzew bzu. Wymienił je w liście do brata Theo i jego żony Johanny, napisanym w kilka dni po przyjeździe:

Mam dwa inne [obrazy] do wysłania – fioletowe irysy i krzak bzu. Dwa motywy wzięte z ogrodu.

## Opis
Obraz przedstawia krzew bzu rosnący w przerośniętym, przyszpitalnym ogrodzie. Cechują go przerywane, indywidualne pociągnięcia pędzlem i wibrujące kształty, wskazujące na doświadczenia wyniesione przez artystę z impresjonizmu, ale też przestrzenna dynamika, nieznana impresjonistom. Niepozorny, zaczerpnięty z natury motyw został przekształcony przez temperament i emocjonalną błyskotliwość twórcy. Krzew bzu, pełen bujnej energii i dramatycznej ekspresji, stanowi ucieleśnienie życiodajnej siły natury. Van Gogh odrzucając impresjonizm stworzył swój własny język artystyczny, wyrażający jego romantyczne, żarliwe i na wskroś dramatyczne postrzeganie świata.